# Marc Smith (historien)
Pour les articles homonymes, voir Marc Smith et Smith.
Marc H. Smith, né le 25 juillet 1963 à Newcastle (Royaume-Uni), est un enseignant-chercheur, historien et archiviste franco-britannique.
Archiviste paléographe, il est directeur d'études à l’École nationale des chartes, où il enseigne la paléographie depuis 1998, après avoir exercé comme conservateur du patrimoine aux Archives nationales françaises.

## Biographie

### Formation
Marc Smith est admis quatrième sur vingt-deux à l'École nationale des chartes à l'issue du concours d'entrée de 1984. Il y obtient le diplôme d'archiviste paléographe en 1988 après avoir soutenu une thèse d'établissement intitulée La France et sa civilisation vues par les Italiens au XVIe siècle. Il est  major de sa promotion.

### Carrière professionnelle
Marc Smith est nommé conservateur du patrimoine aux Archives nationales françaises le 16 juillet 1988. Il est ensuite membre de l’École française de Rome de 1990 à 1993,,. Le 21 janvier 1993, il obtient un doctorat en histoire à l'École pratique des hautes études avec une thèse intitulée Les Italiens à la découverte de la France au seizième siècle : géographie, voyages et représentations de l'espace et rédigée sous la direction de Bertrand Jestaz.
Le 3 janvier 1995, il est nommé maître de conférence à l'École nationale des chartes, pour la chaire de paléographie moderne. Il y est ensuite nommé directeur d'études pour la chaire de paléographie à partir du 1er décembre 1998.
Le 1er septembre 2013, il est nommé directeur d'études cumulant à l'École pratique des hautes études (IVe section) pour une chaire intitulée « Paléographie et histoire de l'écriture en caractères latins ».
Il dirige le Mellon Summer Institute in Vernacular Paleography (Center for Renaissance Studies, Newberry Library, Chicago, et Getty Research Institute, Los Angeles) pour la paléographie française (depuis 2008).
Il est président du Comité international de paléographie latine (2015-2020), membre du Comité de paléographie hébraïque, ancien secrétaire (2002-2011) et ancien président (2014) de la Société de l'histoire de France, co-directeur de la collection Monumenta Palaeographica Medii Aevi (Brepols ; avec Jean-Pierre Mahé et Élisabeth Lalou), membre des comités de rédaction de Scriptorium, de la Gazette du livre médiéval et du portail Ménestrel, membre du comité de lecture de Scrineum Rivista, ancien directeur de la revue Bibliothèque de l'École des chartes.

## Publications
- Sous la dir. d'Alexandre Labat, Expositions universelles, internationales et nationales au XIXe siècle : répertoire numérique détaillé sélectif des articles de la sous-série F12 relatifs aux expositions, an VI-1914 : état provisoire, Paris, Archives nationales, 1994, 159 p. (BNF 39209493).
- Yves-Marie Bercé et Olivier Guyotjeannin (dir.), L'École nationale des chartes : histoire de l'école depuis 1821, Thionville, Klopp, 1997, 326 p. (ISBN 2-911992-05-9).
- Marie-Clotilde Hubert, Emmanuel Poulle et Marc Smith (dir.), Le Statut du scripteur au Moyen Âge, Paris, École nationale des chartes, coll. « Matériaux pour l’Histoire » (no 2), 2000, 388 p. (ISBN 2-900791-35-9).
- Éd. et trad. du latin avec Anne Lombard-Jourdan d'Étienne Vitelli (trad. du latin), Commentaires sur la guerre civile de France : de la surprise de Meaux à la bataille de Saint-Denis (1567) [« Commentariorum de bello civili Gallico pars prior »], Paris, École nationale des chartes, coll. « Études et rencontres de l'École des chartes » (no 17), 2005, 142 + 1 (ISBN 2-900791-52-9, lire en ligne).
- (en) Avec Laura Light, Script, New York, Les Enluminures, coll. « Primer » (no 9), 2016, 39 p. (ISBN 978-0-9915172-9-9).
- Marc Smith, La véridique histoire de l’arobase, Paris, École nationale des chartes, 2023, 96 p. (ISBN 978-2357231795)